# 67e régiment de marche
Pour les articles homonymes, voir 67e régiment.
Le 67e régiment d'infanterie de marche (ou 67e régiment de marche) est un régiment d'infanterie français, qui a participé à la guerre franco-allemande de 1870 et à la répression de la Commune de Paris.

## Création et différentes dénominations
- 20 décembre 1870 : formation du 67e régiment d'infanterie de marche
- 1er septembre 1871 : fusion dans le 67e régiment d'infanterie de ligne

## Chef de corps
Le régiment est commandé par le lieutenant-colonel Fradin de Linière,,.

## Historique

### Formation
Le 67e de marche est formé le 20 décembre 1870 à Contay, à trois bataillons à cinq compagnies. Il amalgame trois bataillons de marche, formés par les dépôts de régiments d'infanterie de ligne, :
- le 1er bataillon de marche du 65e de ligne (Valenciennes), formé le 6 novembre avec 750 hommes et quinze officiers[8],
- le 1er bataillon de marche du 75e de ligne (Lille), formé le 9 novembre avec 800 hommes et quinze officiers[9],
- le 2e bataillon de marche du 75e de ligne, formé le 19 novembre avec 800 hommes et quinze officiers[9].

Le 1er bataillon de marche du 33e régiment d'infanterie de ligne (Arras), formé le 15 novembre  avec 773 hommes et quinze officiers, est également indiqué par certaines sources comme entrant dans la formation du régiment.

### Combats contre les Allemands
Il est affecté à la 1re brigade de la 1re division du 22e corps de l'armée du Nord.
Lors de la bataille de Saint-Quentin, la brigade, réduite à deux bataillons du 67e de marche et un bataillon de chasseurs à pied, doit tenir les arrières du 22e corps, à l'est de la Somme. Face à la 12e division de cavalerie saxonne qui attaque depuis le Sud-Est, la brigade française est repoussée vers le faubourg de l'Isle (quartier rive gauche de Saint-Quentin). Cependant, le commandant Tramond regroupe son bataillon et lance une contre-attaque qui stoppe les Saxons et les empêche de bloquer la route de Guise.

### Combats contre la Commune
Le 67e régiment de marche quitte l'armée du Nord début mars lorsqu'il reçoit l'ordre d'aller rejoindre la division de Maud'huy à l'armée de Paris rassemblée face aux troubles révolutionnaires consécutifs au siège de Paris. Le 19 mars, après l'éclatement de la Commune de Paris, la division de Maud'huy, à Satory, devient partie intégrante de la nouvelle armée de Versailles. À partir du 6 avril, la division de Maud'huy passe au 1er corps de la 2e armée de Versailles. Le régiment participe à la Semaine sanglante.

### Fusion
Rattaché après la fin de la Commune au 1er corps de l'armée versaillaise, le 67e de marche fusionne le 1er septembre 1871 dans le 67e régiment d'infanterie de ligne.